# Estheria alticola
Estheria alticola là một loài ruồi trong họ Tachinidae.